# Adnan Aganović
Adnan Aganović (n. 3 octombrie 1987, Dubrovnik, Iugoslavia) este un fotbalist croat care evoluează pe postul de mijlocaș la echipa AFC Unirea Slobozia.

## Titluri
Steaua București
- Cupa Ligii: 2015-2016